# Satellite Award/Neue Medien/Bestes Rollenspiel
Mit dem Satellite Award Bestes Rollenspiel werden die besten Computer-Rollenspiele ausgezeichnet. Diese Auszeichnung wurde in den Jahren 2006 und 2007 sowie von 2011 bis 2013 verliehen.
Es werden immer jeweils die Rollenspiele des Vorjahres ausgezeichnet.

## Nominierungen und Gewinner

### Bestes Rollenspiel

#### 2006–2009
| Jahr | Kandidaten                                         | Spieleentwickler                                                        | Publisher                               |
| ---- | -------------------------------------------------- | ----------------------------------------------------------------------- | --------------------------------------- |
| 2006 | The Elder Scrolls IV: Oblivion                     | Bethesda                                                                | 2K Games, Bethesda, Ubisoft             |
| 2006 | Final Fantasy XII                                  | Square Enix                                                             | Square Enix                             |
| 2006 | Kingdom Hearts II                                  | Square Enix                                                             | Square Enix, Disney Interactive Studios |
| 2006 | Marvel: Ultimate Alliance                          | Raven Software, Vicarious Visions, Beenox, Barking Lizards Technologies | Activision, Vivendi Games               |
| 2006 | Neverwinter Nights 2                               | Obsidian Entertainment                                                  | Atari                                   |
| 2007 | Super Paper Mario                                  | Intelligent Systems, Nintendo SPD                                       | Nintendo                                |
| 2007 | Der Herr der Ringe Online: Die Schatten von Angmar | Turbine, Inc.                                                           | Turbine, Inc., Midway Games             |
| 2007 | Persona 3                                          | Atlus                                                                   | Atlus, Koei, THQ, Ghostlight            |
| 2007 | The Witcher                                        | CD Projekt RED                                                          | Atari                                   |
| 2007 | World of Warcraft: The Burning Crusade             | Blizzard Entertainment                                                  | Blizzard Entertainment                  |
| 2008 | keine Auszeichnung                                 |                                                                         |                                         |
| 2009 | keine Auszeichnung                                 |                                                                         |                                         |

#### Seit 2010
| Jahr | Kandidaten                               | Spieleentwickler                     | Publisher                              |
| ---- | ---------------------------------------- | ------------------------------------ | -------------------------------------- |
| 2010 | keine Auszeichnung                       |                                      |                                        |
| 2011 | The Elder Scrolls V: Skyrim              | Bethesda                             | Bethesda                               |
| 2011 | Bastion                                  | Supergiant Games                     | Warner Bros. Interactive Entertainment |
| 2011 | Dark Souls                               | From Software                        | Bandai Namco Entertainment             |
| 2011 | Total War: Shogun 2                      | Creative Assembly, Feral Interactive | Sega, Feral Interactive                |
| 2012 | Mass Effect 3                            | BioWare                              | Electronic Arts                        |
| 2012 | Dark Souls – Prepare to Die Edition      | From Software                        | Bandai Namco Entertainment             |
| 2012 | Diablo III                               | Blizzard Entertainment               | Blizzard Entertainment                 |
| 2012 | The Elder Scrolls V: Dawnguard           | Bethesda                             | Bethesda                               |
| 2012 | Kingdoms of Amalur: Reckoning            | 38 Studios, Big Huge Games           | Electronic Arts                        |
| 2013 | Ni no Kuni: Der Fluch der Weißen Königin | Level-5                              | Bandai Namco Entertainment             |
| 2013 | The Elder Scrolls V: Skyrim              | Bethesda                             | Bethesda                               |
| 2013 | Final Fantasy XIV: A Realm Reborn        | Square Enix                          | Square Enix                            |
| 2013 | Sacred 3                                 | Keen Games                           | Deep Silver, Square Enix               |
| 2013 | Tales of Xillia                          | Namco Tales Studio                   | Bandai Namco Entertainment             |